# María de los Ángeles Contreras Martínez
María de los Ángeles Contreras Martínez (Tarimoro, Guanajuato, 5 de mayo de 1933-?) fue una política mexicana, miembro del Partido Revolucionario Institucional (PRI). Fue presidente municipal de Tarimoro y diputada federal de 1967 a 1970.

## Biografía
Era maestra normalista y contadora privada. Participó en campañas electorales del PRI a partir de 1951 y en 1954 se afilió formalmente al partido. Fue directora de la sección femenil del partido en el estado de 1954 hasta 1966.
Su primer cargo pública fue regidora del ayuntamiento del municipio de Guanajuato de 1958 a 1960, y este último año fue elegida presidente municipal de Tarimoro, asumiendo el cargo el 1 de enero de 1961 y terminando el 31 de diciembre de 1963, fue la primera mujer elegida presidenta municipal en dicho municipio. Durante su administración se realizaron obras como la construcción de un centro de salud, la introducción del servicio telefónico y telegráfico, y la pavimentación de la carretera Tarimoro-La Moncada-entronque carretera Celaya-Salvatierra. Fue secretaria general del comité estatal del PRI en Guanajuato en 1967 y ejerció como delegada de la Confederación Nacional Campesina (CNC) en varias convenciones de dicha organización.
En 1967 fue elegida diputada federal por el Distrito 7 de Guanajuato a la XLVII Legislatura que concluyó en 1970.